# 사회문화상식
〈사회문화상식〉(社會文化常識)은 조선민주주의인민공화국의 조선중앙TV에서 방송하는 교양 프로그램이다.

## 자막
|                |
| 요리 관련 자막 |

|                |
| 식품 관련 자막 |

|                    |
| 생태환경 관련 자막 |

|                |
| 의류 관련 자막 |

|                    |
| 전기절약 관련 자막 |

## 구성
- (사회문화상식) 뭐 만들기
- (사회문화상식) 누구들이 무시하지 말아야하는 것들
- (사회문화상식) 무슨 꽃

## 진행자
- 김은정